# 宋扬 (1967年)
宋扬（1967年8月—），男，中华人民共和国外交官，曾任中华人民共和国驻里约热内卢总领事和中华人民共和国驻圣保罗总领事，现任中华人民共和国驻秘鲁共和国特命全权大使。

## 生平
1990年，进入中华人民共和国外交部工作，先后在驻安哥拉大使馆、外交部西欧司、中葡联络小组中方驻澳门代表处、外交部驻澳门特别行政区特派员公署、驻巴西大使馆、外交部政策研究司、外交部政策规划司、外交部办公厅任职。2012年，任外交部机关党委副书记（国外工作局副局长）。2013年12月，出任中华人民共和国驻里约热内卢总领事。2016年10月，出任中华人民共和国驻圣保罗总领事。2017年，任驻巴西大使馆公使。2021年，任外交部拉丁美洲和加勒比司公使。2022年8月，出任中华人民共和国驻秘鲁大使。

## 家庭
已婚，有一子。